# Jackson (cràter)

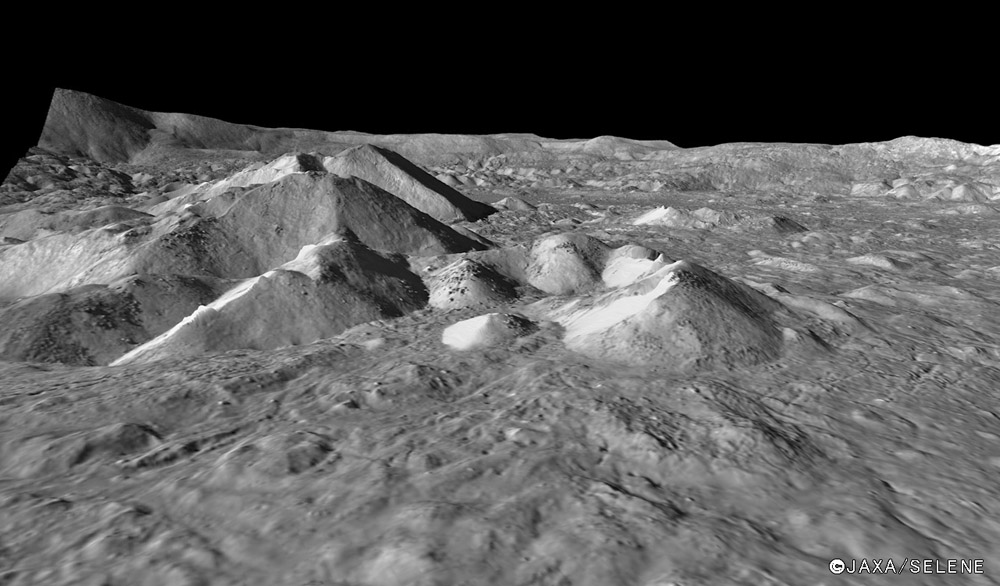
Imatge obliqua a baixa cota dels monticles del centre de Jackson (Missió Kaguya)

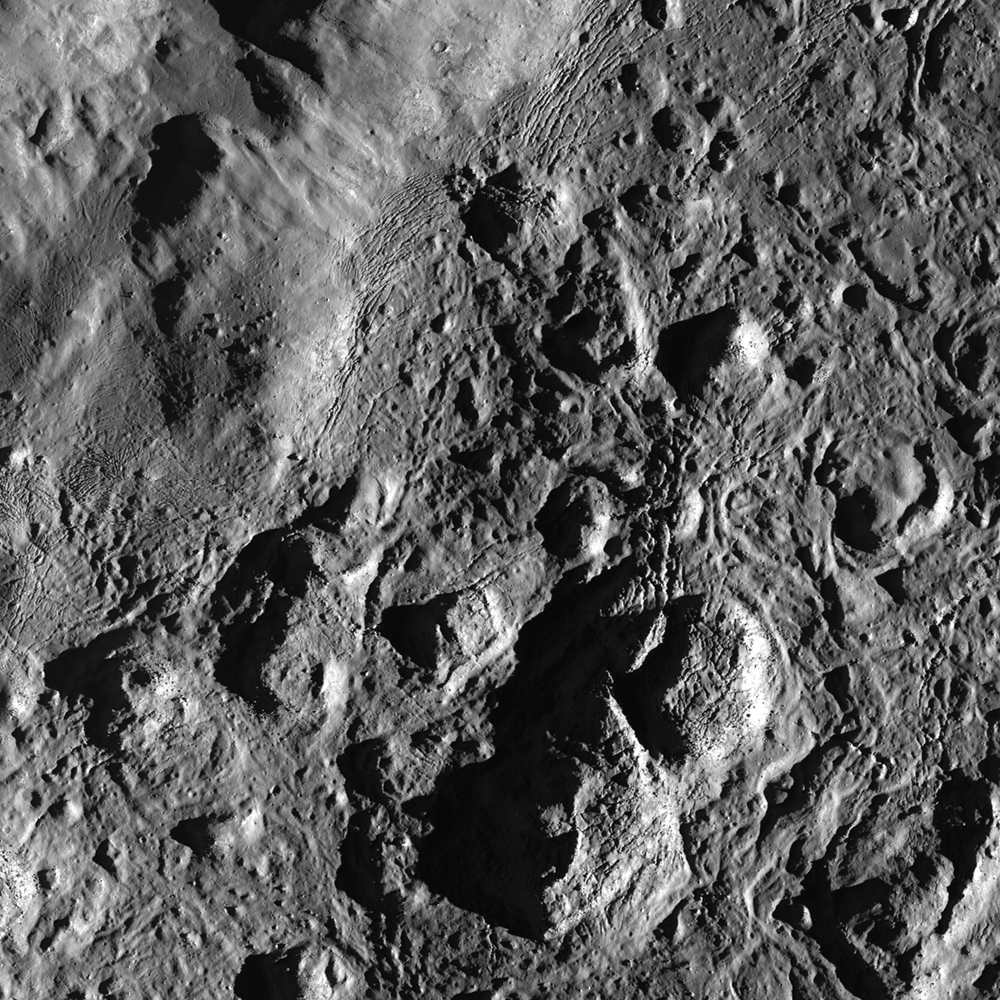
Fotografia de la missió Lunar Reconnaissance Orbiter

Jackson és un prominent cràter d'impacte localitzat en l'hemisferi nord de la cara oculta de la Lluna. A menys d'un diàmetre del cràter al nord-est es troba el cràter Mineur, i al sud-sud-oest es troba McMath.

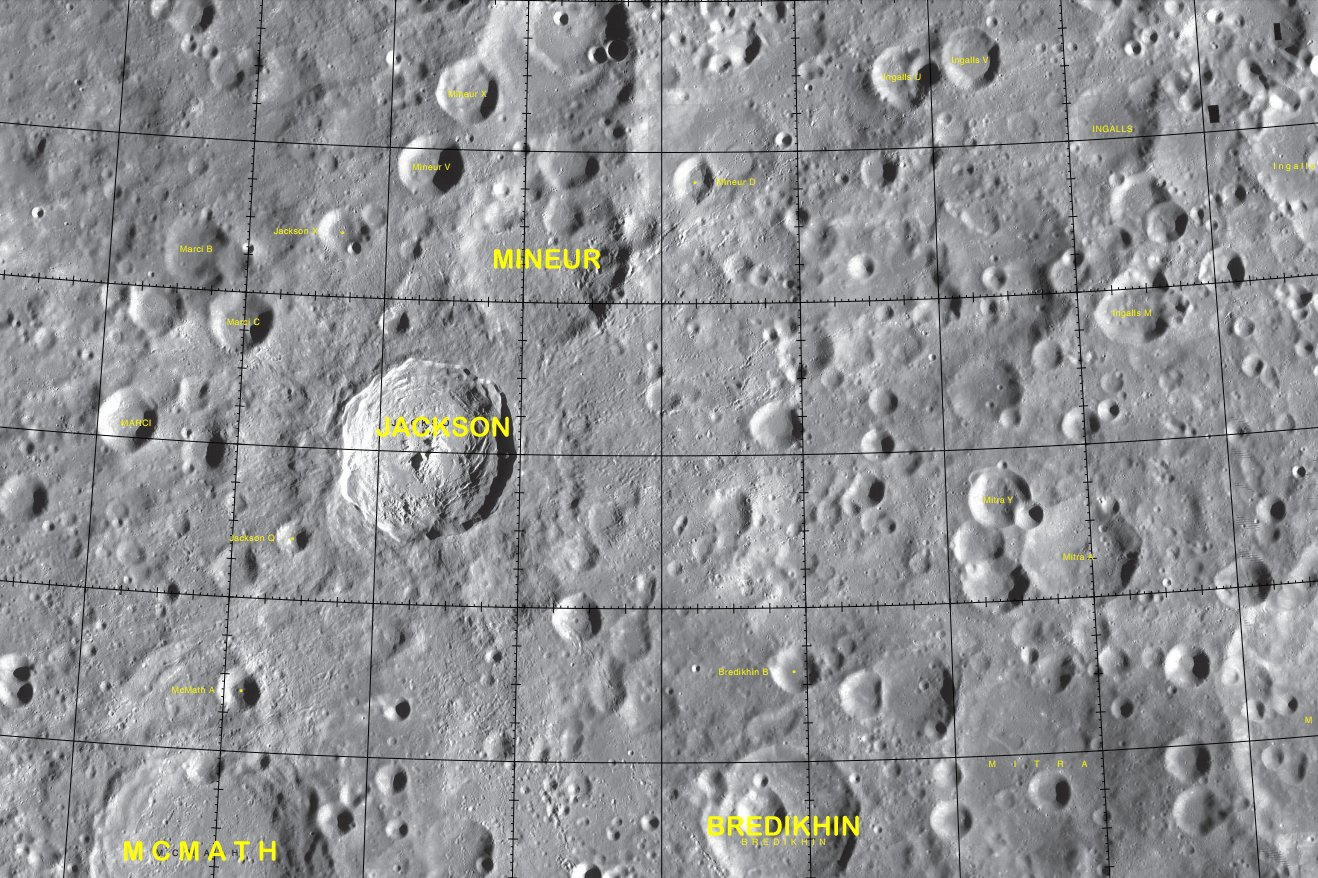
Localització de Jackson (Imatge LRO)

Aquest cràter es localitza al centre d'un gran Sistema de marques radials. Una falda de material d'albedo superior cobreix la superfície al voltant d'un diàmetre del cràter, amb una banda lleugerament més fosca en les muralles exteriors. Més enllà d'aquest radi, els rajos formen àmplies seccions cada vegada més difuses i febles amb la distància. Les seccions més grans es troben en arcs d'aproximadament 90° al nord-est i sud-oest, mentre que un arc més estret es projecta cap al sud-sud-est. Els rajos continuen durant centenars de quilòmetres per tota la superfície circumdant.
El brocal del cràter està ben definit i no presenta un desgast significatiu. La vora és de forma una mica poligonal, amb la vora sud-oriental més arrodonida. Les parets interiors mostren alguns terraplenats. El sòl interior apareix generalment anivellat, amb algunes irregularitats en la part nord-est. Algunes zones de la plataforma interior posseeixen una albedo relativament alta.
Jackson es troba al nord-oest de la Conca Dirichlet-Jackson.

## Cràters satèl·lit
Per convenció aquests elements són identificats en els mapes lunars posant la lletra en el costat del punt central del cràter que està més propera a Jackson.
|         | \| Jackson \| Coordenades \| Diàmetre \| \| ------- \| -------------------------------------- \| -------- \| \| Q \| 21° 06′ N, 164° 42′ O / 21.1°N,164.7°O \| 13 km \| \| X \| 25° 12′ N, 164° 18′ O / 25.2°N,164.3°O \| 17 km \| |          |
| Jackson | Coordenades | Diàmetre |
| Q       | 21° 06′ N, 164° 42′ O / 21.1°N,164.7°O | 13 km    |
| X       | 25° 12′ N, 164° 18′ O / 25.2°N,164.3°O | 17 km    |